# タムキー
タムキー（ベトナム語：Thành phố Tam Kỳ / 城庯三岐、 listen）は、ベトナムの南中部のクアンナム省の省都である。人口は約12万人。

## 歴史
1906年、阮朝(1802年～1945年)がタムキーを行政と税の中心として設置した。
南ベトナム時代(1955年～1975年)、タムキーのアメリカ軍基地はベトナム戦争でクアンナム省で中心的だった。
1975年3月24日、北ベトナムがタムキーを占領した。
1997年、タムキーはクアンナム省の省都になった。それ以降発展が進んだ。鶏飯や綺麗な砂浜が有名である。

## 行政区画
以下の9坊4社から構成される。
- アンミー坊（An Mỹ / 安美）
- アンフー坊（An Phú / 安富）
- アンソン坊（An Sơn / 安山）
- アンスアン坊（An Xuân / 安春）
- ホアフオン坊（Hòa Hương / 和香）
- ホアトゥアン坊（Hòa Thuận / 和順）
- フオックホア坊（Phước Hòa / 安富）
- タンタイン坊（Tân Thạnh / 新盛）
- チュオンスアン坊（Trường Xuân / 長春）
- タムゴク社（Tam Ngọc / 三玉）
- タムフー社（Tam Phú / 三富）
- タムタン社（Tam Thăng / 三升）
- タムタイン社（Tam Thanh / 三清）

## 交通
市内にタムキー駅が有る。70kmの位置にダナン国際空港が有り、車で約1.5時間かかる。チュライ国際空港までは30kmである。空港と市中心部を無料で結ぶバスが毎日走っている。

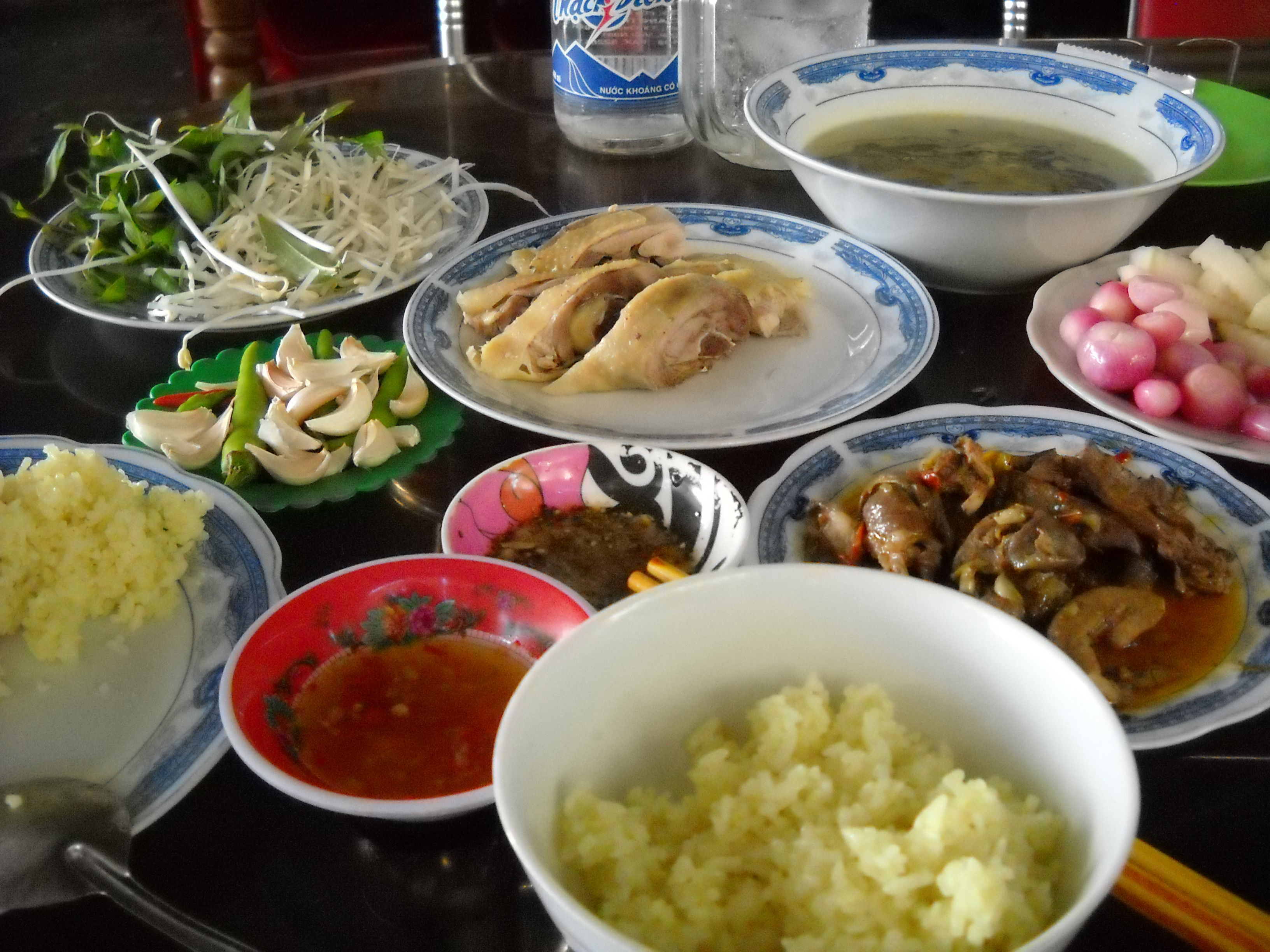
タムキー鶏飯

座標: 北緯15度34分 東経108度29分 / 北緯15.567度 東経108.483度

## 写真

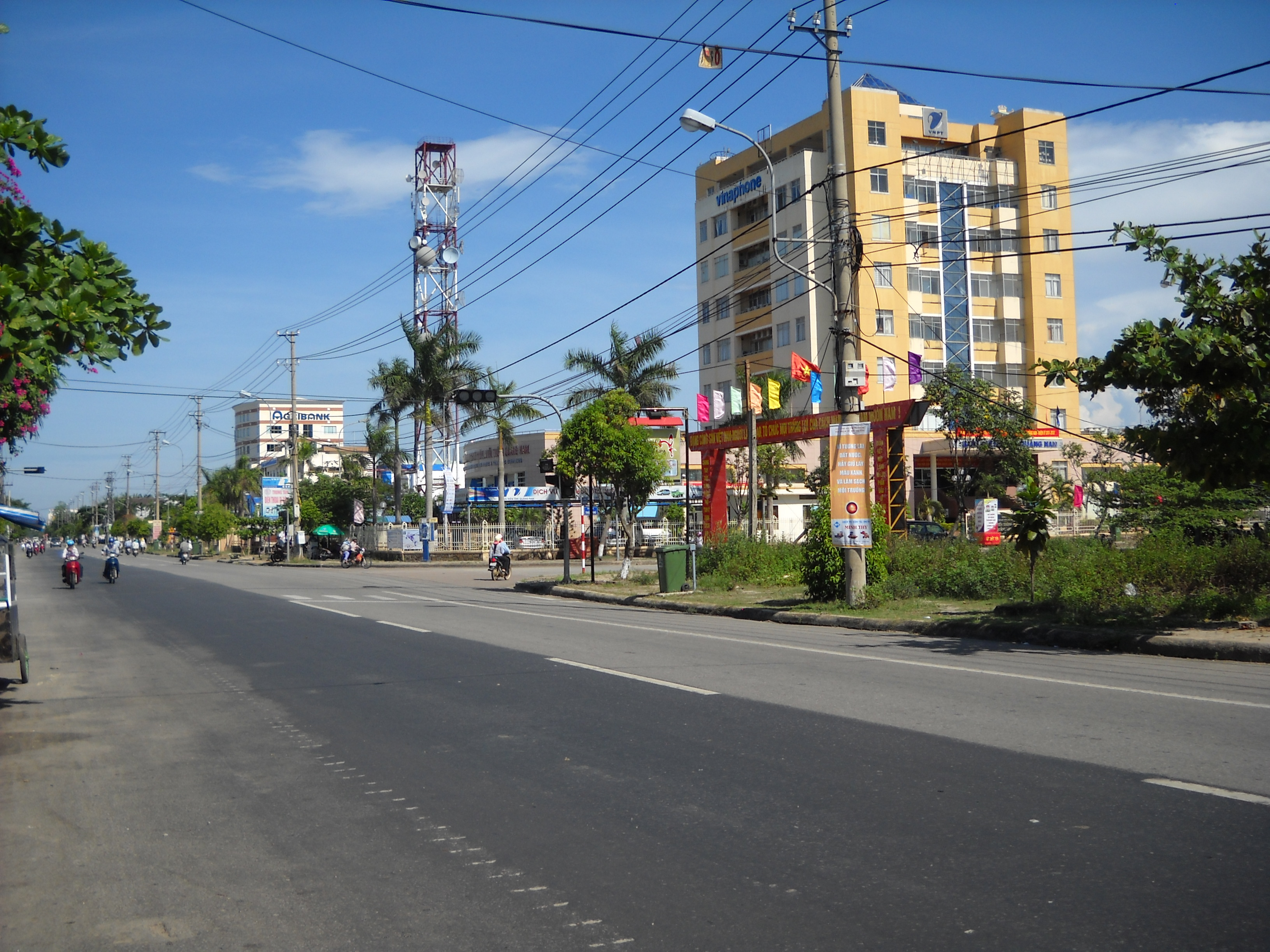
タムキーの通り
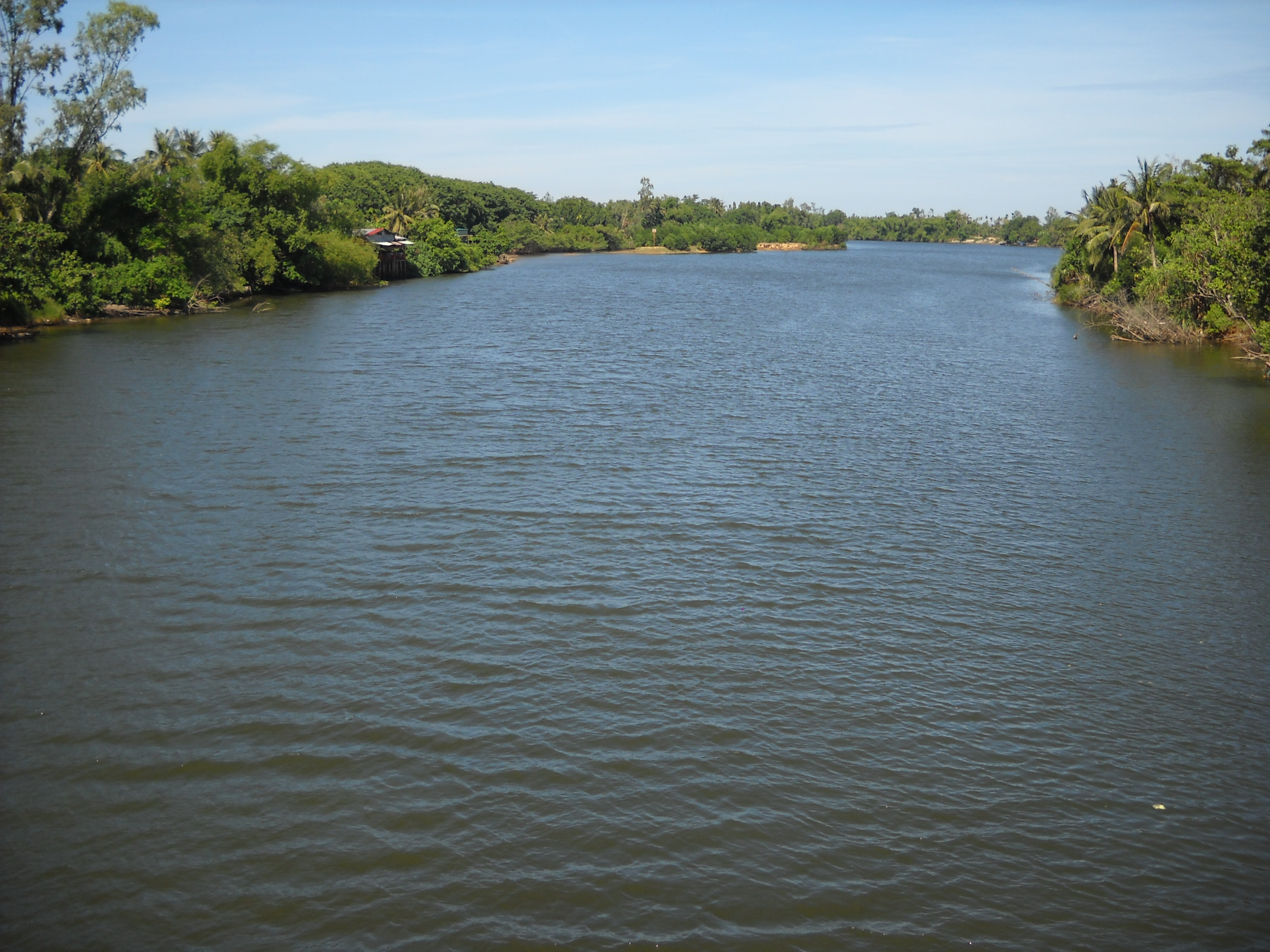
タムキー川